# 民办合肥滨湖职业技术学院
民办合肥滨湖职业技术学院位于安徽省省会合肥市，由安徽明星教育集团创办，接受安徽省教育厅的业务指导。2002年经安徽省人民政府批准、中华人民共和国教育部备案，正式成立具有独立颁发高等教育学历证书全日制普通高等职业院校。

## 学院简介
学院占地面积428亩，坐落于合肥经济技术开发区与合肥滨湖新区交汇处的方兴大道559号，与安徽审计职业学院相邻，风景优美，环境宜人。合肥市内乘坐235路和603路公交车可直达学校，交通便利。

## 校徽标识

合肥滨湖职业技术学院校徽

合肥滨湖职业技术学院的校徽由学院名称的汉语和英语字样组成。
校徽的主体图案部分是“滨  湖”二字汉语拼音大写首字母 “B”   “H”   变形演化 。 图案整体为蓝色
表示湖天一色。图案上的两支笔尖，表示师生笔耕不辍、教学相长、共同进步，天天向上。主体图案形
似吉祥鸟“凤凰”,也似航行的船帆，一路高歌、远行，预示学院快速发展的潜力。

## 校史沿革
2002年，经安徽省教育厅批准并报教育部备案，成立安徽明星科技职业学院。
2008年4月，经省教育厅批准并报教育部备案，安徽明星科技职业学院正式更名为合肥滨湖职业技术学院。

## 院系专业
学校拥有机电与汽车工程学院、管理科学学院、商旅学院和建筑工程与设计学院等四个二级学院,37个专科专业,涉及理学、工学、建筑学、管理学、艺术学等学科门类。
机电与汽车工程学院：汽车电子技术专业、汽车技术服务与营销、计算机控制技术专业、应用电子技术专业、软件技术专业、计算机网络技术专业、计算机应用技术 专业、机电一体化专业、电子设备与运行管理专业

管理科学学院：商务管理专业、投资与理财专业、连锁经营与管理专业、电子商务专业、市场营销专业、工商企业管理专业、会计专业、物流管理专业、财务管理专业

商旅学院：旅游管理专业、旅游英语专业、空中乘务专业、导游专业、烹饪工艺与营养专业、餐饮管理与服务专业、酒店管理专业

建筑工程与设计学院：建筑电气工程技术专业、建筑装饰工程技术专业、建筑设计技术专业、工程造价专业、动漫设计与制作专业、电脑艺术设计专业、摄影摄像技术专业、多媒体设计与制作专业、装饰艺术设计专业、文秘专业、商务英语专业、商务日语专业

## 学院领导
学院理事长：吴成明（安徽明星教育集团董事长）
院长：韩荣典（原中国科学技术大学副校长）
党委书记：胡传健（原安徽大学团委书记、党委宣传部长）

## 历任院长
|      |                          |      |                      |           |           |                                                                                             |  |
| 任次 | 職務                     | 肖像 | 姓名                 | 任職期間  | 任職期間  | 備註                                                                                        |  |
| 任次 | 職務                     | 肖像 | 姓名                 | 就任時間  | 卸任時間  | 備註                                                                                        |  |
| 1    | 安徽明星科技职业学院院长 |      | 韩荣典               | 2002年9月 | 2007年8月 |                                                                                             |  |
| 2    | 安徽明星科技职业学院院长 |      | 韩荣典               | 2007年9月 | 2008年4月 | 2008年4月，经安徽省教育厅批准并报教育部备案，安徽明星科技职业学院更名为合肥滨湖职业技术学院 |  |
| 1    | 合肥滨湖职业技术学院院长 |      | 韩荣典               | 2008年5月 | 2013年9月 |                                                                                             |  |
| 代理 | 合肥滨湖职业技术学院院长 |      | 胡传健               | 2013年9月 | 2014年9月 |                                                                                             |  |
| 2    | 合肥滨湖职业技术学院院长 |      | 韩荣典 （第2次任职） | 2014年9月 | 现任      |                                                                                             |  |

## 学院内设机构
党委办公室、学院办公室 （合署办公）
招生就业办
财务处
教务处
总务处
学生处
团委
保卫处（征兵办）
人事处
宣传处
图书馆
实验中心

## 学院设施
学院建有多个计算机机房、语音室、多媒体教室、电子实验室、画室等实验实习设备。学院拥有教学楼、实验中心、图书馆、电子阅览室、学生活动中心、学生公寓、运动场。

## 學生組織

### 学生会
| 合肥滨湖学院机电与汽车工程学院学生会 | 合肥滨湖学院管理科学学院学生会 | 合肥滨湖学院商旅学院学生会 |
| 合肥滨湖学院建筑工程与设计学院学生会 |                                |                            |

### 学生社团
| 合肥滨湖学院青年志愿者协会 | 合肥滨湖学院计算机协会     | 合肥滨湖学院跆拳道协会         |
| 合肥滨湖学院星乐团         | 合肥滨湖学院轮滑爱好者协会 | 合肥滨湖学院羽毛球爱好者协会   |
| 合肥滨湖学院唯美协会       | 合肥滨湖学院足球爱好者协会 | 合肥滨湖学院篮球爱好者协会     |
| 合肥滨湖学院清流文学社     | 合肥滨湖学院动漫社         | 合肥滨湖学院旅游协会           |
| 合肥滨湖学院英语协会       | 合肥滨湖学院物流协会       | 合肥滨湖学院绿茵环保协会       |
| 合肥滨湖学院博弈书画协会   | 合肥滨湖学院读书人协会     | 合肥滨湖学院青藤爱好者演讲协会 |
| 合肥滨湖学院院记者团       | 合肥滨湖学院广播站         | 合肥滨湖学院大学生就业创业协会 |

### 学院组织
| 合肥滨湖学院学生团体联合会 | 合肥滨湖职业技术学院团委 |

## 校园文化

### 校园精神
紧跟时代，勇于创新，敢为人先的进取精神
知难而进，愈挫愈勇，一往无前的拼搏精神
团结一致，密切协作，友爱互助的团队精神

### 校训
千教万教教人求真，千学万学学做真人

### 校风
团结、勤奋、务实、创新

### 学风
勤奋学习、诚实守信、遵纪明德、锐意进取

### 教风
教书育人、敬业奉献、为人师表、与时俱进